# Vocea României
Vocea României este o emisiune de talente din România. A avut premiera pe 27 septembrie 2011 la postul Pro TV.
Fiind bazată pe competiția muzicală The Voice of Holland, emisiunea a fost creată de producătorul de televiziune olandez John de Mol și face parte din franciza internațională The Voice. Conceptul constă în găsirea de interpreți talentați cu vârste de cel puțin 16 ani, începându-se printr-o etapă de audiții publice. Câștigătorul este determinat prin votul publicului, care se realizează prin mesaje text și apeluri telefonice la numere special alocate fiecărui concurent. Începând din sezonul 6 (din 2016), telespectatorii pot vota și prin intermediul aplicației emisiunii, având posibilitatea de a acorda câte un vot online gratuit în fiecare rundă de vot.
Premiul cel mare constă în suma de 100 000 €. Până în momentul actual, au fost desemnați doisprezece câștigători: Ștefan Stan, Julie Mayaya, Mihai Chițu, Tiberiu Albu, Cristina Bălan, Teodora Buciu, Ana Munteanu, Bogdan Ioan, Dragoș Moldovan, Iulian Nunucă, Alexandra Căpitănescu și Aura Șova.
Emisiunea are un juriu format din 4 membri care analizează și aduc critici artistice constructive interpretărilor concurenților. Fiecare jurat pregătește o echipă de artiști și se află într-o competiție continuă cu ceilalți pentru a se asigura că învingătorul face parte din echipa sa și că, astfel, va deveni antrenorul câștigător.
Pandemia de coronavirus (COVID-19) a oprit filmările pentru sezonul 10. În anii 2020 și 2021 emisiunea și concursul nu au avut loc. Dar în martie-aprilie 2022 au avut loc preselecțiile pentru sezonul 10 care a avut loc în perioada 9 septembrie - 23 decembrie 2022.

## Format

### Etapa selecției
Indivizii care doresc să participe se înscriu pe situl web al emisiunii și se prezintă la preselecții la una dintre adresele menționate de post. Aceștia sunt triați în funcție de criteriile de eligibilitate stabilite de organizator, iar cei selectați sunt invitați la o serie de audiții în fața unor reprezentanți ai acestuia, care decid cine va participa la etapa televizată.

### Etapa participării
În prezent, etapa participării cuprinde trei subetape: audițiile pe nevăzute, confruntările și spectacolele live. O altă subetapă — a knockouturilor — a fost folosită doar în sezoanele 6 și 8 și a avut loc după confruntări.

#### Audiții pe nevăzute
Patru jurați/antrenori, toți artiști notabili, își aleg echipele de concurenți printr-o serie de „audiții pe nevăzute”. Pe toată durata prestației fiecărui concurent (1–2 minute), fiecare jurat are timp să decidă dacă îl dorește în echipa sa. Dacă da, își întoarce scaunul cu fața la el prin apăsarea unui buton. Dacă mai mulți antrenori s-au întors cu fața către concurent, cel din urmă decide de care dintre aceștia dorește să fie îndrumat.

#### Confruntări
Fiecare echipă este îndrumată de antrenorul acesteia. În cea de-a doua etapă, etapa „confruntărilor”, antrenorii își asociază cei 14 (12 în sezonul 1) concurenți în perechi care vor cânta în duet. La finalul cântecului, toți jurații își exprimă părerile personale despre prestația celor doi, după care antrenorul decide care concurent va merge mai departe în concurs.
Începând din sezonul 3, concurentul pierzător poate fi preluat („furat”) în altă echipă de oricare dintre ceilalți antrenori prin apăsarea butonului propriu; la fel ca la audiții, dacă mai mulți antrenori doresc concurentul în cauză, alegerea aparține acestuia din urmă. Cei patru jurați au dreptul să „fure” câte un concurent fiecare (2 în sezoanele 3 și 6).
Deși în sezoanele 3–6 concurenții furați aveau locurile asigurate până la finalul etapei, începând din sezonul 7, orice antrenor își poate înlocui concurentul furat cu un altul de oricâte ori dorește, până la finalizarea etapei, fapt descris de Pro TV prin termenul non stop steals.
În primele trei sezoane, la finalul probei „confruntărilor”, a avut loc proba „cântecului decisiv”, în care fiecare antrenor alege doi concurenți din echipa sa care își vor interpreta din nou cântecele de la audiții. Antrenorul este cel care alege care dintre cei doi va părăsi concursul.
Astfel, în fiecare echipă rămân 8 (5 în sezonul 1, 6 în sezonul 2, 9 în sezonul 6) concurenți.

#### Knockouturi
A treia etapă (a knockouturilor), a fost folosită doar în sezonul 6. Concurenții din fiecare echipă sunt împărțiți în grupuri de câte trei, în care fiecare concurent interpretează, singur, câte o piesă. Din fiecare grup, un singur concurent este ales de către antrenor pentru a participa în următoarea etapă. Astfel, în fiecare echipă rămân câte 3 concurenți.

#### Spectacole live
Ultima etapă este compusă dintr-o serie de spectacole în direct. Publicul are oportunitatea de a-și alege favoriții prin SMS sau apel telefonic. În aceste ediții, fiecare concurent interpretează 1–3 cântece, iar eliminările se fac după diverse raționamente alese de producători pentru fiecare sezon. De regulă, primii concurenți salvați sunt cei care au întrunit cel mai mare număr de voturi.
Ultimele două spectacole sunt numite „semifinală” și „finală”.
- Semifinala
  - Sezoanele 1–4, 7: Cei 2 candidați rămași în fiecare echipă interpretează câte 2 piese. Publicul își exprimă, prin vot, preferințele din fiecare echipă. În primele patru sezoane, la procentele televotului s-au adăugat și procentele antrenorului. Din fiecare echipă, concurentul care acumulează cel mai mare procentaj se califică în finală.[11]
  - Sezoanele 5–6: Antrenorii se pot provoca reciproc, aceștia alegând câte un concurent din echipa proprie (formată din 2 concurenți) care să se dueleze cu un concurent din altă echipă. Candidații interpretează câte o piesă. Fiecare duel se finalizează prin eliminarea unuia dintre participanți în urma unui vot public.[12][13]

- Finala: Concurenții rămași interpretează câte 3 piese, iar cel ce obține cele mai multe voturi câștigă competiția.

## Personal
Prezentatorul emisiunii încă de la sezonul inaugural este Pavel Bartoș. În primele 3 sezoane, concursul a avut și o coprezentatoare: original Roxana Ionescu, înlocuită în sezoanele 2 și 3 de Nicoleta Luciu. Din sezonul 8, Pavel va avea din nou o coprezentatoare, de data aceasta fiind Irina Fodor.  Emisiunea are și un corespondent pe rețelele sociale (numit „V Reporter”), care intră în contact cu publicul și ia scurte interviuri concurenților în culise. V Reporterul original a fost Vlad Roșca, înlocuit în sezoanele 4 și 5 cu Oana Tache și apoi cu Lili Sandu începând cu sezonul 6. Din sezonul 8, emisiunea va avea și un vlogger. Acesta este Laura Giurcanu.
| Jurat              | Sezon | Sezon | Sezon | Sezon | Sezon | Sezon | Sezon | Sezon | Sezon | Sezon | Sezon | Sezon |
| Jurat              | 1     | 2     | 3     | 4     | 5     | 6     | 7     | 8     | 9     | 10    | 11    | 12    |
| ------------------ | ----- | ----- | ----- | ----- | ----- | ----- | ----- | ----- | ----- | ----- | ----- | ----- |
| Horia Brenciu      |       |       |       |       |       |       |       |       |       |       |       |       |
| Loredana Groza     |       |       |       |       |       |       |       |       |       |       |       |       |
| Marius Moga        |       |       |       |       |       |       |       |       |       |       |       |       |
| Smiley             |       |       |       |       |       |       |       |       |       |       |       |       |
| Tudor Chirilă      |       |       |       |       |       |       |       |       |       |       |       |       |
| Adrian Despot      |       |       |       |       |       |       |       |       |       |       |       |       |
| Andra              |       |       |       |       |       |       |       |       |       |       |       |       |
| Irina Rimes        |       |       |       |       |       |       |       |       |       |       |       |       |
| Theo Rose          |       |       |       |       |       |       |       |       |       |       |       |       |
| Denis „The Motans” |       |       |       |       |       |       |       |       |       |       |       |       |

Componența juriului în primele 3 sezoane a fost următoarea: Horia Brenciu, Loredana Groza, Smiley și Marius Moga. Horia Brenciu a părăsit emisiunea după sezonul 3, fiind înlocuit de Tudor Chirilă, iar Moga a fost înlocuit în sezonul 7 de Adrian Despot.
În sezonul 8 Loredana Groza și Adrian Despot vor fi înlocuiți de Irina Rimes și Andra, în timp ce Smiley și Tudor Chirilă își păstrează rolurile de antrenori. În sezonul 9, Horia Brenciu se întoarce în emisiune, înlocuind-o pe Andra. În sezonul 10, Horia Brenciu este înlocuit de Denis „The Motans”, iar Theo Rose i se alătură lui Smiley, pentru prima oară în istoria concursului existând o echipă cu doi antrenori. Dintre toți antrenorii care au fost de la începutul emisiuni pană în prezent, Smiley este cel mai longeviv antrenor al acestei emisiuni încă de la participarea sa în primul sezon.
Emisiunea folosește și o formație de dans pe perioada spectacolelor live. Inițial, acest rol a fost îndeplinit de Baletul Edi Stancu, înlocuit în sezoanele 4 și 5 cu Baletul PRO Dance, condus de coregraful Emil Rengle, în sezonul 6, cu trupa de dans COBO Dance Company, condusă de Andra „Cocuța” Gheorghe și Bogdan Boantă, a cărei componență cuprinde și foști dansatori ai Baletului Edi Stancu, iar în sezonul 7, cu trupa Anturaj, condusă de coregraful Cristian Miron.
Orchestra live a emisiunii a fost dirijată de George Natsis în primele 3 sezoane. Din sezonul 4, aceasta a fost înlocuită de o orchestră condusă de Paul Ilea.
Și echipa de producători a suferit schimbări pe parcursul concursului. Inițial, emisiunea a fost coordonată de Mona Segall (producător general) și Robert Lionte (producător executiv). Din sezonul 4, aceștia au fost înlocuiți de Dan Alexandrescu (producător executiv), Melanie Triebel, Peter Majeský și Ana Maria Modâlcă (producători generali).

## Rezumatul sezoanelor

### Tabel sinoptic
| Legendă | Echipa Tudor | Echipa Loredana | Echipa Smiley | Echipa Despot | Echipa Brenciu | Echipa Moga | Echipa Andra | Echipa Irina | Echipa Smiley & Theo | Echipa The Motans | Echipa Horia & Theo |

| Sezon | Premieră           | Finală            | Câștigător            | Locul 2              | Locul 3           | Locul 4         | Antrenor câștigător |
| ----- | ------------------ | ----------------- | --------------------- | -------------------- | ----------------- | --------------- | ------------------- |
| 1     | 27 septembrie 2011 | 26 decembrie 2011 | Ștefan Stan           | Dragoș Chircu        | Iuliana Pușchilă  | Cristian Sanda  | Smiley              |
| 2     | 25 septembrie 2012 | 26 decembrie 2012 | Julie Mayaya          | Imre Vízi            | Cristi Nistor     | Tibi Scobiola   | Horia Brenciu       |
| 3     | 28 septembrie 2013 | 26 decembrie 2013 | Mihai Chițu           | Sânziana Niculae     | Adrian Nour       | Marius Marin    | Horia Brenciu       |
| 4     | 16 septembrie 2014 | 19 decembrie 2014 | Tiberiu Albu          | Anda Dimitriu        | Maria Hojda       | Aliona Munteanu | Tudor Chirilă       |
| 5     | 18 septembrie 2015 | 18 decembrie 2015 | Cristina Bălan        | Tomi Weissbuch       | Tobi Ibitoye      | Michel Kotcha   | Tudor Chirilă       |
| 6     | 9 septembrie 2016  | 16 decembrie 2016 | Teodora Buciu         | Alexandru Mușat      | Robert Botezan    | Ioana Ignat     | Tudor Chirilă       |
| 7     | 8 septembrie 2017  | 15 decembrie 2017 | Ana Munteanu          | Meriam Jane Ndubuisi | Zsuzsana Cerveni  | Andrada Crețu   | Smiley              |
| 8     | 7 septembrie 2018  | 14 decembrie 2018 | Bogdan Ioan           | Dora Gaitanovici     | Alma Boiangiu     | Mădălina Coca   | Smiley              |
| 9     | 6 septembrie 2019  | 20 decembrie 2019 | Dragoș Moldovan       | Andi Tolea           | Jasmina Răsădean  | Elena Bozian    | Tudor Chirilă       |
| 10    | 9 septembrie 2022  | 23 decembrie 2022 | Iulian Nunucă         | Andra Botez          | Teodor Debu       | Winael Baldus   | Tudor Chirilă       |
| 11    | 8 septembrie 2023  | 15 decembrie 2023 | Alexandra Căpitănescu | Vlad Musta           | Melisa Antonesi   | Alex Maxim      | Tudor Chirilă       |
| 12    | 13 septembrie 2024 | 20 decembrie 2024 | Aura Șova             | Robert Lukian        | Raluca Moldoveanu | Narcisa Badea   | Tudor Chirilă       |

### Sezonul 1
Primul sezon Vocea României a debutat pe 27 septembrie 2011 și s-a încheiat pe 26 decembrie. Juriul a fost compus din Horia Brenciu, Loredana Groza, Smiley și Marius Moga. Pavel Bartoș și Roxana Ionescu au prezentat emisiunea, iar Vlad Roșca a fost V Reporterul. Preselecțiile s-au ținut pe 26 și 27 iunie, la București. În materie de audiențe, cea mai bună ediție a sezonului a atras 1,19 milioane de telespectatori din mediul urban. Edițiile mai slabe au fost cele împărțite în două secțiuni (interpretări live și rezultate), cea de-a doua secțiune aducând de fiecare dată aproximativ 0,5 milioane de telespectatori din mediul urban în fața televizoarelor.
Fiecare antrenor a avut dreptul de a promova cinci concurenți la etapa spectacolelor live:
| Legendă | Câștigător | Locul 2 | Locul 3 | Locul 4 |

| Echipa Brenciu   |                             | Echipa Loredana |                   | Echipa Smiley |  | Echipa Moga    |
|                  |                             |                 |                   |               |  |                |
| Iuliana Pușchilă |                             | Dragoș Chircu   |                   | Ștefan Stan   |  | Cristian Sanda |
| Irina Tănase     | Iulian Canaf                | Cătălin Dobre   | Liviu Teodorescu  |               |  |                |
| Daniel Dragomir  | Alexandra Crăescu           | Anthony Icuagu  | Oana Radu         |               |  |                |
| Robert Patai     | Oana Brutaru                | Marcel Lovin    | Aldo Blaga        |               |  |                |
| Cristina Vasiu   | Andrea Vâță Diénes (Aminda) | Mihai Popistașu | Sebastian Muntean |               |  |                |

Patru concurenți au ajuns în finală. Ștefan Stan a fost declarat câștigător al sezonului, în timp ce Dragoș Chircu, Iuliana Pușchilă și Cristian Sanda au ocupat, respectiv, locurile 2, 3 și 4. Smiley a obținut prima sa victorie ca antrenor.

### Sezonul 2
Cel de-al doilea sezon Vocea României a avut premiera pe 25 septembrie 2012, încheindu-se pe 26 decembrie. Personalul din sezonul precedent a rămas intact, cu excepția faptului că Roxana Ionescu a fost înlocuită de Nicoleta Luciu. Preselecțiile au avut loc în luna iunie, în București, Iași, Constanța, Timișoara și Cluj-Napoca. Audiențele au fost mai mari decât la sezonul precedent. Emisiunea a atras, la fiecare episod, în medie, între 1,21 și 2,07 milioane de telespectatori la nivel național, și între 0,75 și 1,31 milioane de telespectatori din mediul urban, fiind, de cele mai multe ori, lider pe intervalul propriu. Vârful de audiență la nivel național a fost de 3,05 milioane de telespectatori.
Fiecare antrenor a avut dreptul de a promova șase concurenți la etapa spectacolelor live:
| Echipa Brenciu |                    | Echipa Loredana    |                        | Echipa Smiley |  | Echipa Moga |
|                |                    |                    |                        |               |  |             |
| Julie Mayaya   |                    | Cristi Nistor      |                        | Tibi Scobiola |  | Imre Vízi   |
| Laurian Manta  | Ciprian Teodorescu | Silviu Pașca       | Fely Donose            |               |  |             |
| Vlad Simon     | Ana-Maria Alexie   | Loredana Ciobotaru | Robert Reamzy          |               |  |             |
| Dalma Kovács   | Teodor Manciulea   | Andreea Olariu     | Cezar Dometi           |               |  |             |
| Maria Cojocaru | Daria Corbu        | Mihail Gheorghe    | David Bryan            |               |  |             |
| Ioana Cristea  | Nicoleta Gavriliță | Laura Gherescu     | Maria-Mirabela Cismaru |               |  |             |

Patru concurenți au ajuns în finală. Julie Mayaya a fost declarată câștigătoare a sezonului, în timp ce Imre Vízi, Cristi Nistor și Tibi Scobiola au ocupat, respectiv, locurile 2, 3 și 4. Ca antrenori, Horia Brenciu a obținut prima sa victorie, iar Marius Moga s-a clasat pentru prima oară pe locul 2.

### Sezonul 3
Cel de-al treilea sezon Vocea României a debutat pe 28 septembrie 2013 și a luat sfârșit pe 26 decembrie. Întregul personal din sezonul precedent a rămas intact. Preselecțiile au avut loc în lunile aprilie și mai, la Cluj-Napoca, Timișoara, Iași, Brașov și București. Audiențele au cunoscut o creștere față de sezonul precedent, fiecare episod fiind urmărit de 1,61–2,88 milioane de telespectatori la nivel național, 0,99–1,68 milioane de telespectatori în mediul urban și 0,53–0,96 milioane de telespectatori pe segmentul comercial (18–49 de ani). Fiecare episod a fost lider de piață pe intervalul propriu pe toate cele trei segmente de public.
Fiecare antrenor a avut dreptul de a promova opt concurenți la etapa spectacolelor live:
| Echipa Brenciu   |                   | Echipa Loredana    |                    | Echipa Smiley |  | Echipa Moga      |
|                  |                   |                    |                    |               |  |                  |
| Mihai Chițu      |                   | Marius Marin       |                    | Adrian Nour   |  | Sânziana Niculae |
| Ana-Maria Mirică | Muneer al-Obeidli | Claudia Iuga       | Jovana Milovanović |               |  |                  |
| Georgia Dascălu  | Alina Dorobanțu   | Stella Anița       | Felix Burdușa      |               |  |                  |
| Denisa Moșincat  | Florin Mândru     | Iolanda Moldoveanu | Andi Grasu         |               |  |                  |
| Andrei Hanghiuc  | Andrei Chermeleu  | Lucian Frâncu      | Andrei Loică       |               |  |                  |
| Árpi Török       | Iulia Dumitrache  | Nicoleta Țicală    | Angelo Simonică    |               |  |                  |
| Florin Ilinca    | Kinga Farkas      | Răzvan Alexa       | Elena Șalaru       |               |  |                  |
| Florin Timbuc    | Aurel Niamțu      | George Secioreanu  | Dana Torop         |               |  |                  |

Patru concurenți au ajuns în finală. Mihai Chițu a fost declarat câștigător al sezonului, în timp ce Sânziana Niculae, Adrian Nour și Marius Marin au ocupat, respectiv, locurile 2, 3 și 4. Ca antrenori, Horia Brenciu a obținut a doua victorie consecutivă, iar Marius Moga s-a clasat pentru a doua oară consecutiv pe locul 2.

### Sezonul 4
Al patrulea sezon Vocea României a început pe 16 septembrie 2014, cu finalul pe 19 decembrie. Personalul de producție, orchestra și corpul de balet au fost înlocuite total, Nicoleta Luciu și-a părăsit postul de coprezentatoare, Vlad Roșca a fost înlocuit de Oana Tache ca V Reporter, iar Tudor Chirilă s-a alăturat juriului, în locul lui Horia Brenciu. Pavel Bartoș, Loredana Groza, Smiley și Marius Moga și-au păstrat rolurile în emisiune. Preselecțiile s-au ținut în iunie și iulie 2014, la Cluj-Napoca, Iași, Timișoara, București și Constanța. Audiențele au suferit o scădere față de sezonul precedent, fiecare episod aducând în fața televizoarelor 1,09–2,15 milioane de telespectatori la nivel național, 0,62–1,20 milioane de telespectatori în mediul urban și 0,34–0,74 milioane de telespectatori pe segmentul comercial. Vârful de audiență la nivel național a fost de 2,79 milioane de telespectatori. Emisiunea a fost lider de piață la aproape fiecare episod.
Fiecare antrenor a avut dreptul de a promova opt concurenți la etapa spectacolelor live:
| Echipa Tudor     |                 | Echipa Loredana    |                   | Echipa Smiley   |  | Echipa Moga   |
|                  |                 |                    |                   |                 |  |               |
| Tiberiu Albu     |                 | Maria Hojda        |                   | Aliona Munteanu |  | Anda Dimitriu |
| Ligia Hojda      | Ilinca Băcilă   | Gelu Graur         | Brigitta Balogh   |                 |  |               |
| Ivana Farc       | Larisa Mihăeș   | Maria Șimandi      | Claudiu Rusu      |                 |  |               |
| Andreea Avarvari | Andrei Cheteleș | Vladimir Pocorschi | Alexandru Bunghez |                 |  |               |
| Petra Acker      | Lucian Colareza | Alina Anușca       | Ioan Bîgea        |                 |  |               |
| Florin Ciotlăuș  | Florin Răduță   | Alin Gheorghișan   | Alina Dogaru      |                 |  |               |
| Iulia Ferchiu    | Ioana Satmari   | Anca Petcu         | Maria Constantin  |                 |  |               |
| Tudor Man        | Valentin Uzun   | Fabian Sasu        | Florian Rus       |                 |  |               |

Patru concurenți au ajuns în finală. Tiberiu Albu a fost declarat câștigător al sezonului, în timp ce Anda Dimitriu, Maria Hojda și Aliona Munteanu au ocupat, respectiv, locurile 2, 3 și 4. Ca antrenori, Tudor Chirilă a obținut prima sa victorie, iar Marius Moga s-a clasat pentru a treia oară consecutiv pe locul 2.

### Sezonul 5
Al cincilea sezon Vocea României a debutat pe 18 septembrie 2015, cu finalul pe 18 decembrie. Întregul personal din sezonul precedent a rămas intact. Preselecțiile au avut loc în lunile mai și iunie, în Cluj-Napoca, Iași, Brașov, Timișoara și București. În continuare, audiențele au scăzut față de sezonul precedent, emisiunea atrăgând 1,02–1,95 milioane de telespectatori la nivel național, 0,67–1,18 milioane de telespectatori în mediul urban și 0,39–0,71 milioane de telespectatori pe segmentul comercial. În ciuda acestui fapt, fiecare episod a fost lider de piață pe toate cele trei segmente. Vârful național de audiență a fost de 2,56 milioane de telespectatori.
Fiecare antrenor a avut dreptul de a promova opt concurenți la etapa spectacolelor live:
| Echipa Tudor   |                     | Echipa Loredana |                | Echipa Smiley |  | Echipa Moga    |
|                |                     |                 |                |               |  |                |
| Cristina Bălan |                     | Antonio Fabrizi |                | Tobi Ibitoye  |  | Tomi Weissbuch |
| Tincuța Fernea | Mihai Rait Dragomir | Michel Kotcha   | Alex Florea    |               |  |                |
| Cristina Lupu  | Florentina Ciună    | Larisa Ciortan  | Delia Pitu     |               |  |                |
| Sabrina Stroe  | Cristina Vasopol    | Nora Deneș      | Irina Pelin    |               |  |                |
| Claudia Andas  | Gabriela Amzaru     | Ruxandra Anania | Elvis Silitră  |               |  |                |
| Daniel Bălan   | Alexandra Mitroi    | Diana Cazan     | Cristina Stroe |               |  |                |
| Roxana Morar   | Iulian Selea        | Sergiu Ferat    | Adrian Tănase  |               |  |                |
| Armand Murzea  | Bogdan Vlădău       | Diana Hetea     | Andrei Vitan   |               |  |                |

Patru concurenți au ajuns în finală. Cristina Bălan a fost declarată câștigătoare a sezonului, în timp ce Tomi Weissbuch, Tobi Ibitoye și Michel Kotcha au ocupat, respectiv, locurile 2, 3 și 4. Ca antrenori, Tudor Chirilă și-a obținut cea de-a doua victorie consecutivă, iar Marius Moga s-a clasat pentru a patra oară consecutiv pe locul 2. Loredana a rămas, pentru prima dată, fără concurenți în finală, în timp ce Smiley a avut, în premieră, doi finaliști.

### Sezonul 6
Al șaselea sezon Vocea României a avut premiera pe 9 septembrie 2016, încheindu-se pe 16 decembrie. În acest sezon, Lili Sandu a înlocuit-o pe Oana Tache ca V Reporter, iar corpul de balet a fost schimbat. Înscrierile au început în decembrie 2015, iar preselecțiile s-au ținut în lunile martie și aprilie 2016 în Brașov, Timișoara, Iași, Cluj-Napoca și București. În raport cu sezonul precedent, pe publicul național și urban, audiențele au fost, în mare parte, mai mici, însă emisiunea a performat mai bine pe etapele de confruntări și knockouturi. Emisiunea a fost lider de piață la 12 ediții la nivel național și la 13 ediții pe publicul urban. Pe publicul comercial, audiențele s-au menținut sub cele din anul precedent, cu excepția unui singur episod, însă toate 16 au condus piața pe acest segment de public.
Fiecare antrenor a avut dreptul de a promova trei concurenți la etapa spectacolelor live:
| Echipa Tudor   |                | Echipa Loredana       |                 | Echipa Smiley   |  | Echipa Moga |
|                |                |                       |                 |                 |  |             |
| Teodora Buciu  |                | Ștefan Roșcovan       |                 | Alexandru Mușat |  | Ioana Ignat |
| Robert Botezan | Andreea Ioncea | Ramona Nerra          | Ionuț Trif      |                 |  |             |
| Iuliana Dobre  | Howard Dell    | Sebastian Seredinschi | Alexandru Baroc |                 |  |             |

Patru concurenți au ajuns în finală. Teodora Buciu a fost declarată câștigătoare a sezonului, în timp ce Alexandru Mușat, Robert Botezan și Ioana Ignat au ocupat, respectiv, locurile 2, 3 și 4. Aceasta a fost cea de-a treia victorie consecutivă a lui Tudor Chirilă, ca antrenor. Loredana a rămas, pentru a doua oară consecutiv, fără concurenți în finală, în timp ce Tudor a avut, în premieră, doi finaliști.

### Sezonul 7
Al șaptelea sezon a început pe 8 septembrie 2017 și a luat sfârșit pe 15 decembrie. Înscrierile au început în decembrie 2016, iar preselecțiile au avut loc în lunile februarie, mai și iunie 2017, la București, Iași, Cluj-Napoca și Timișoara. În acest sezon, Adrian Despot l-a înlocuit pe Marius Moga ca antrenor.
Fiecare antrenor a avut dreptul de a promova opt concurenți la etapa spectacolelor live:
| Echipa Tudor         |                 | Echipa Smiley   |                      | Echipa Loredana  |  | Echipa Despot |
|                      |                 |                 |                      |                  |  |               |
| Meriam Jane Ndubuisi |                 | Ana Munteanu    |                      | Zsuzsana Cerveni |  | Andrada Crețu |
| Ștefan Știucă        | Amir Arafat     | Diana Brescan   | Botond „Manó” Ráduly |                  |  |               |
| Laurențiu Mihaiu     | Paul Bătinaș    | Adriana Ciobanu | Robert Pița          |                  |  |               |
| Maria Rădeanu        | Octavian Casian | Amalia Uruc     | Andreea Dragu        |                  |  |               |
| Amedeo Chiriac       | Răzvan Mărcuci  | Rufus Martin    | Oana Mirică          |                  |  |               |
| Răzvan Encuna        | Ioana Vișinescu | Bogdan Stănică  | Valentin Poienariu   |                  |  |               |
| Daria Grigoraș       | Ioana Barbă     | Tudor Bilețchi  | Alexandru Arnăutu    |                  |  |               |
| Lidia Isac           | Olga Roman      | Mihail Tirică   | Catarina Sandu       |                  |  |               |

Patru concurente au ajuns în finală, fiind prima dată în istoria competiției când în finală au participat numai persoane de sex feminin. Ana Munteanu a fost declarată câștigătoare a sezonului, în timp ce Meriam Jane Ndubuisi, Zsuzsana Cerveni și Andrada Crețu au ocupat, respectiv, locurile 2, 3 și 4. Aceasta a fost cea de-a doua victorie a lui Smiley, ca antrenor.

### Sezonul 8
Al optulea sezon a început pe 7 septembrie 2018. Finala a avut loc pe 14 decembrie 2018.
| Echipa Tudor     |                    | Echipa Smiley |                 | Echipa Irina     |  | Echipa Andra  |
|                  |                    |               |                 |                  |  |               |
| Alma Boiangiu    |                    | Bogdan Ioan   |                 | Dora Gaitanovici |  | Mădălina Coca |
| Romanița Fricosu | Vitalie Maciunschi | Alexa Dragu   | Renate Grad     |                  |  |               |
| Lavinia Rusu     | Sorina Bică        | Alina Statie  | Silviu Murariu  |                  |  |               |
| Mihai Meiroș     | Letiția Roman      | Eva Timuș     | Sara Chiavegato |                  |  |               |

### Sezonul 9
Al nouălea sezon a început pe 6 septembrie 2019. Finala a avut loc pe 20 decembrie. Singura schimbare la nivel de juriu este cea a lui Andra, cu Horia Brenciu care a revenit după ce a mai fost jurat trei ediții anterioare, două din acele ediții le-a și câștigat-o de altfel. 
| Echipa Tudor    |                   | Echipa Smiley    |                    | Echipa Irina   |                    | Echipa Brenciu     |               |
|                 |                   |                  |                    |                |                    |                    |               |
| Mădălina Lefter | Bogdan Ghirău     | Jasmina Răsădean | Maria Fărcaș       | Andreea Ciocoi |                    |                    |               |
| Zoe Grigoraș    | Iuliana Preda     | Daniel Tudor     | Dragoș Alecsa      | Doru Ciutacu   | Gabriel Bîscoveanu | Daniela Răduică    | Renee Santana |
| Bogdan Dumitraș | Emanuela Gherasim | Marina Arsene    | Alessandro Dănescu | Cristina Dima  | Maria Crăciun      |                    |               |
| Mălina Ciarnău  | Luiza Constantin  | Alexandru Bugan  | Viana Deliu        | Cristina Deliu | Chris Tapor        | Adriana Simionescu |               |

### Sezonul 10
Cel de-al zecelea sezon Vocea României a avut premiera pe 9 septembrie 2022, după 2 ani de absență din cauza pandemiei de COVID-19. În acest sezon, Horia Brenciu a fost înlocuit de Denis 'The Motans', în timp ce lui Smiley i s-a alăturat Theo Rose, în duo. Audițiile de concurs au avut loc la Cluj-Napoca, Timișoara, Iași și București în lunile martie și aprilie.
| Echipa Tudor   | Echipa Irina | Echipa Smiley & Theo | Echipa Denis         |
| -------------- | ------------ | -------------------- | -------------------- |
| Iulian Nunucă  | Andra Botez  | Winaël Baldus        | Teodor Debu          |
| Ioana Vercedea | Rianna Rusu  | Eduard Stoica        | Anastasia Budeșteanu |
| Valeria Marcu  | Theo Rusu    | Vlad Nicolici        | Kam Cahayadi         |

### Sezonul 11
Cel de-al unsprezecelea sezon Vocea României a avut premiera pe 8 septembrie 2023. Denis Roabeș a anunțat pe 11 iunie 2023 că va renunța la rolul său de antrenor al emisiunii din cauza planurilor sale de carieră muzicală. În iulie 2023, s-a anunțat că Tudor Chirilă și Irina Rimes vor reveni ca antrenori. Smiley a revenit ca antrenor solo, în timp ce Horia Brenciu s-a alăturat lui Theo Rose în fotoliul duo.
| Echipa Tudor          | Echipa Irina     | Echipa Brenciu & Theo | Echipa Smiley    |
| --------------------- | ---------------- | --------------------- | ---------------- |
| Alexandra Căpitănescu | Vlad Musta       | Melisa Antonesi       | Alex Maxim       |
| Raluca Radu           | Delia Constantin | Alexandra Sîrghi      | Ana Stănciulescu |
| Maria Chindeanu       | Sandro Machado   | Gilberta Wilson       | Johnny Bădulescu |

### Sezonul 12
Cel de-al doisprezecelea sezon Vocea României a avut premiera pe 13 septembrie 2024, Finala avut loc pe 20 decembrie 2024. Pe 16 iulie 2024, prin intermediul paginii de Instagram a emisiunii, Tudor Chirilă, Irina Rimes, Smiley și Horia Brenciu & Theo Rose s-au întors toți pentru al nouălea, al cincilea, al doisprezecelea, al șaselea (Brenciu) și al treilea sezon (Theo Rose) ca antrenori.
| Echipa Tudor   | Echipa Irina   | Echipa Brenciu & Theo | Echipa Smiley  |
| -------------- | -------------- | --------------------- | -------------- |
| Aura Șova      | Narcisa Badea  | Raluca Moldoveanu     | Robert Lukian  |
| Giulia Tabără  | Oleg Spînu     | Colin Doljescu        | Andra Argișanu |
| Shahin Deghani | Romina Apostol | Bogdan Medvedi        | Eliza Chifu    |

## CompilațiaVocea României
Pro TV a lansat pe 18 decembrie 2014 un album cu 21 de piese interpretate de către concurenți din primele trei sezoane. Majoritatea pieselor au fost interpretate în concurs de respectivii concurenți. Albumul a fost disponibil prin descărcare digitală gratuită.
| Nr. | Titlu                          | Interpret         | Interpret original                      |
| --- | ------------------------------ | ----------------- | --------------------------------------- |
| 01. | „În lipsa mea”                 | Liviu Teodorescu  | Smiley și Uzzi                          |
| 02. | „Jump”                         | Silviu Pașca      | Kris Kross                              |
| 03. | „Ride It”                      | Muneer al-Obeidli | Jay Sean                                |
| 04. | „Something's Got a Hold on Me” | Julie Mayaya      | Etta James                              |
| 05. | „Somewhere Over the Rainbow”   | Imre Vízi         | Judy Garland Israel Kamakawiwoʻole      |
| 06. | „Caruso”                       | Mihai Chițu       | Lucio Dalla                             |
| 07. | „I Want to Know What Love Is”  | Anthony Icuagu    | Foreigner                               |
| 08. | „Kiss from a Rose”             | Sebastian Muntean | Seal                                    |
| 09. | „Oameni”                       | Cristian Sanda    | Aurelian Andreescu                      |
| 10. | „Are You Gonna Be My Girl”     | Loredana Căvășdan | Jet                                     |
| 11. | „Crazy”                        | Robert Patai      | Gnarls Barkley                          |
| 12. | „I Want to Break Free”         | Cătălin Dobre     | Queen                                   |
| 13. | „Killing Me Softly”            | Sânziana Niculae  | Lori Lieberman Fugees                   |
| 14. | „Loucura”                      | Adrian Nour       | Mariza                                  |
| 15. | „Papa Was a Rollin' Stone”     | Angelo Simonică   | The Temptations                         |
| 16. | „I'm like a Bird”              | Oana Brutaru      | Nelly Furtado                           |
| 17. | „Unchained Melody”             | Dragoș Chircu     | Todd Duncan The Righteous Brothers      |
| 18. | „Spune-mi”                     | Iuliana Pușchilă  | Monica Anghel                           |
| 19. | „Rhythm of My Heart”           | Marius Marin      | Rod Stewart                             |
| 20. | „Valerie”                      | Aminda            | The Zutons Mark Ronson și Amy Winehouse |
| 21. | „Cerul”                        | David Bryan       | Proconsul                               |

## Premii și nominalizări
| An   | Eveniment               | Distincție                             | Rezultat     | Sursă  |
| ---- | ----------------------- | -------------------------------------- | ------------ | ------ |
| 2011 | Premiile TV Mania       | Cel mai bun talent show                | Câștigat     | [ 36 ] |
| 2012 | Premiile Radar de Media | Cel mai bun show de televiziune        | Câștigat     | [ 37 ] |
| 2012 | Premiile TVmania        | Cel mai bun talent show                | Câștigat     | [ 38 ] |
| 2013 | Premiile Radar de Media | Cel mai bun show de televiziune        | Câștigat     | [ 39 ] |
| 2013 | Premiile TVmania        | Cel mai bun talent show                | Câștigat     | [ 40 ] |
| 2014 | Premiile Radar de Media | Cel mai bun show de divertisment       | Câștigat     | [ 41 ] |
| 2014 | Premiile TVmania        | Cel mai bun talent show                | Câștigat     | [ 42 ] |
| 2015 | Premiile Radar de Media | Cel mai bun show de divertisment       | Nominalizare | [ 43 ] |
| 2015 | Gala Eva.ro             | Cea mai îndrăgită emisiune-talent show | Câștigat     | [ 44 ] |
| 2016 | Premiile Radar de Media | Cel mai bun show TV de divertisment    | Nominalizare | [ 45 ] |
| 2016 | Premiile TVmania        | Cel mai bun talent show                | Câștigat     | [ 46 ] |
| 2017 | Premiile Radar de Media | Cel mai bun show TV de divertisment    | Nominalizare | [ 47 ] |
| 2017 | Gala Eva.ro             | Cea mai îndrăgită emisiune-talent show | Câștigat     | [ 48 ] |
| 2017 | Premiile TVmania        | Cel mai bun talent show                | Câștigat     | [ 49 ] |